# Форнлинг, Свен
Свен Форнлинг (швед. Sven Fornling; род 8 декабря 1988, Мальмё, Швеция) — шведский боксёр-профессионал, выступающий в полутяжёлом весе. Среди профессионалов чемпион мира по версии IBO (2018—2019), чемпион Балтийских стран по версии IBF (2017) в полутяжёлом весе.

## Карьера
Свен Форнлинг дебютировал на профессиональном ринге 8 ноября 2013 года, победив техническим нокаутом хорвата Йово Паскаша (0-0). В своём 11-м поединке потерпел первое поражение в профессиональной карьере, проиграв техническим нокаутом в 5-м раунде чешскому боксёру украинского происхождения Евгению Махтеенко (6-4).
18 марта 2017 года в своём 13-м поединке единогласным судейским решением победил Арияна Шерифи (13-0) и выиграл вакантный титул чемпиона Балтийских стран по версии IBF. Провёл две успешные защиты титула: 5 января 2018 года победил датчанина Джеппе Морелла (8-1) и 21 апреля 2018 года одолел чешского боксёра Карела Хорейсека (12-8-3).
15 декабря 2018 года победил единогласным судейским решением немецкого боксёра армянского происхождения Каро Мурата (32-3-1) и завоевал титул чемпиона мира по версии IBO. 16 ноября 2019 года проиграл Доминику Бёзелю (29-1) и утратил чемпионский титул.

## Статистика профессиональных боёв
В таблице перечислены результаты всех поединков боксёров.
В каждой строке указан результат поединка. Дополнительно номер поединка обозначен цветом, который обозначает итог поединка. Расшифровка обозначений и цветов представлена в нижеследующей таблице.
| Пример | Расшифровка                     |
| ------ | ------------------------------- |
|        | Победа                          |
|        | Ничья                           |
|        | Поражение                       |
|        | Планируемый поединок            |
|        | Поединок признан несостоявшимся |
| КО     | Нокаут                          |
| ТКО    | Технический нокаут              |
| PTS    | Решение судей (по очкам)        |
| UD     | Единогласное решение судей      |
| MD     | Решение большинства судей       |
| SD     | Раздельное решение судей        |
| RTD    | Отказ от продолжения боя        |
| DQ     | Дисквалификация                 |
| NC     | Поединок признан несостоявшимся |

| 17 поединков, 15 побед (7 нокаутом), 2 поражения | 17 поединков, 15 побед (7 нокаутом), 2 поражения | 17 поединков, 15 побед (7 нокаутом), 2 поражения | 17 поединков, 15 побед (7 нокаутом), 2 поражения | 17 поединков, 15 побед (7 нокаутом), 2 поражения     | 17 поединков, 15 побед (7 нокаутом), 2 поражения | 17 поединков, 15 побед (7 нокаутом), 2 поражения                                                                   | 17 поединков, 15 побед (7 нокаутом), 2 поражения |
| Бой                                              | Рекорд                                           | Дата боя                                         | Соперник                                         | Место проведения боя                                 | Раундов, время                                   | Дополнительно |                                                  |
| ------------------------------------------------ | ------------------------------------------------ | ------------------------------------------------ | ------------------------------------------------ | ---------------------------------------------------- | ------------------------------------------------ | --- | ------------------------------------------------ |
| 17                                               | 15-2                                             | 16 ноября 2019                                   | Доминик Бёзель (29-1)                            | Halle Messe Arena, Галле, Саксония-Анхальт, Германия | TKO 11 (12), 1:12                                | Бой за титул чемпиона мира по версиям WBA (временный) и IBO (1-я защит Форнлинга) в полутяжёлом весе.              |                                                  |
| 16                                               | 15-1                                             | 15 декабря 2018                                  | Каро Мурат (32-3-1)                              | Sporthalle, Гамбург, Германия                        | UD (12)                                          | Счёт: 115-110, 116-109, 115-110. Завоевал титул чемпиона мира по версии IBO (1-я защит Мурата) в полутяжёлом весе. |                                                  |